# Грета Хоблајн
Маргарета „Грета“ Холбајн (Бармен, 29. јануар 1908 — Бармен, 2. март 1997) је бивша немачка атлетичарка, двострука олимпијска која је била успешна од 1925 до 1932. године у бацању диска и бацању кугле и као чланица немачке штафете 4 х 100 м.
На Светском првенству жена 1930. у Прагу, послала је првакиња у бацању кугле резултатом 12,49 м. У Бацању кугле и диска попставила је једанаест светских рекорда који је водила ФСФИ.
Учествовала је два пута на 1928. у Амстердаму где се такмичила у бацању диска и 1932. у Лос Анђелосу, такође у бацању диска и штафети 4 х 100 метара. Иако су резултати били добри, а заузета места висока, није успела да освоји медаљу.
Шест пута је била првак Немачке - 1926, 1928, 1929 и 1931 у бацању кугле и 1930 и 1932. у бацању диска.

## Резултати
Летње олимпијске игре
1928.
- бацање диска, 35,56 — 5 место

1932.
- бацање диска, 34,66 — 5 место
- 4 х 100 м, 50,0 — 6 место